# 克里斯·怀特 (赛艇运动员)
克里斯·怀特（英語：Chris White，1960年9月9日—），新西兰男子赛艇运动员。他曾代表新西兰参加1984年、1988年、1992年和1996年夏季奥林匹克运动会赛艇比赛，其中1988年奥运会获得一枚铜牌。